# Ісмаїлова Ольга Юріївна

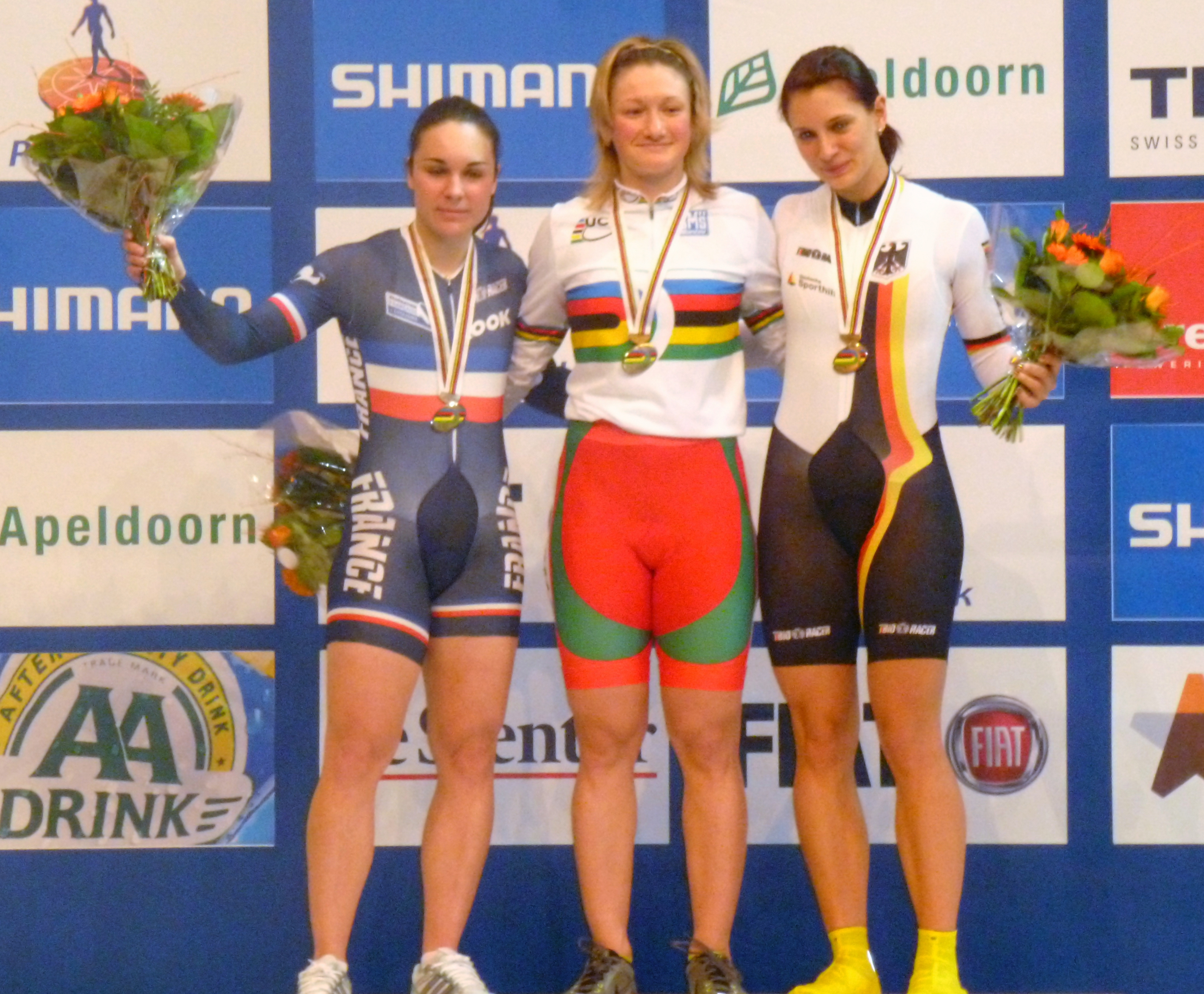
Ольга Панаріна (в центрі) — чемпіонка світу 2011 року.

Ольга Юріївна Ісмаїлова (Панаріна; біл. Вольга Юр’еўа Панарына, азерб. Olqa İsmayılova; нар. 16 вересня 1985) — білоруська і азербайджанська професійна велогонщиця, чемпіонка світу 2011 року. Заслужений майстер спорту Республіки Білорусь (2011).

## Змагання
3 жовтня 2011 року під час змагань Кубка Білорусі Ольга Панаріна на велотреку «Мінськ-Арена» перевершила національний рекорд у гіті на 500 метрів з місця, подолавши дистанцію за 33,168 секунди, що на 0,128 секунди краще світового рекорду, встановленого литовкою Сімоною Крупекайте на чемпіонаті світу у польському Прушкові.
5 листопада 2011 року на стартовому етапі Кубка світу, що проходив на велотреку «Сарі-Арка» в Астані, у кваліфікаційному заїзді спринту — гонці на 200 метрів з ходу — Панаріна повторила світовий рекорд Сімони Крупекайте (10,793 сек.).
У 2012 році Панаріна взяла участь в літніх Олімпійських іграх в Лондоні. У кейріні білоруська спортсменка виступила невдало. У першому раунді Ольга посіла останнє місце у своєму заїзді, але отримала ще один шанс вийти до півфіналу. Для цього було необхідно потрапити до трійки найкращих у перезаїзді.
У додатковій гонці Ольга фінішувала п'ятою і вибула із змагань, посівши підсумкове 15-е місце. У кваліфікації спринту Панаріна показала 5-ий час і в першому раунді зустрілася з кореянкою Чі Хе Джин. В очному поєдинку білоруська спортсменка виявилася сильнішою і вийшла до другого раунду, де у двох заїздах поступилася литовській велогонщиці Сімоні Крупекайте. У перезаїзді Панаріна виявилася швидше за своїх суперниць і вийшла до 1/4 фіналу, де поступилася британці Вікторії Пендлтон.
Тренується під керівництвом російського фахівця Станіслава Соловйова.